# سلاطين باشا
سلاطين باشا ضابط نمساوي ولد سنة 1857 م في فيينا وجاء إلى مصر سنة 1878 م، ودخل في خدمتها فعينه غوردون باشا حاكما لدارفور سنة 1884م، ولكن لم يمضِ عليه في منصبه هذا قليل حتى اعتقلته جيوش المهدى فبقي اسيراً يدّعي الإسلام والإيمان بالمهدية إلى سنة 1895م وحينئذ فر إلى الجيش المصري.

## هروب سلاطين

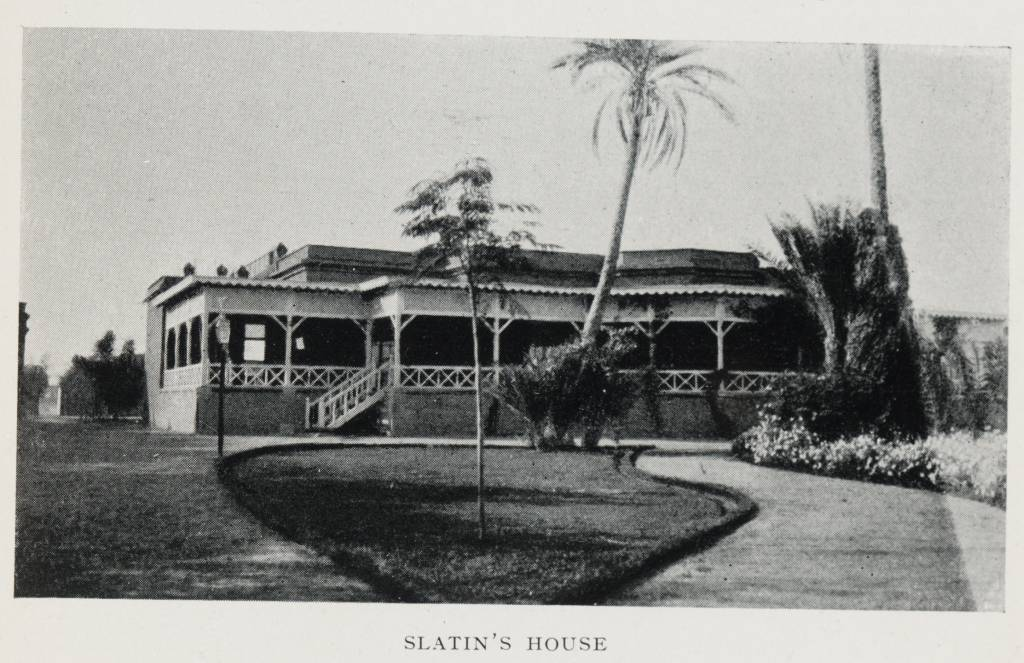
فيلته

ان عمليه تهريب سلاطين قادها ثلاثه من الزعماء احدهم محمد ود الفحل زعيم قبيله الفحلاب الميرفاب غرب بربر وإبراهيم محمد حمزه الانقريابي زعيم الانقرياب بالباوقه وقد ذكر صاحب كتاب المستهدي في سيره الإمام المهدي ان الانقرياب شاركوا في حروب المهديه في بربر بقياده إبراهيم إبراهيم محمد حمزه وقد انقلب إبراهيم ضد المهديه كحال كثير من الزعماء السودانيون الذين لم تعجبهم سياسيه الخليفة كمادبوا زعيم الرزيقات وفضل الله ود سالم زعيم الكبابيش.

## العودة إلى السودان
اشترك في استرداد دنقلا وأم درمان وبقي سلاطين بعد ذلك موظفاً في حكومة السودان ما بين 1900 م وسنة 1914 م ثم أُعلنت الحرب العالمية الأولى وكانت بريطانيا والنمسا على طرفين متقابلين في النزاع. فترك الخدمة في السودان وعاد إلى النمسا ودخل في خدمة الصليب الأحمر.

## ما بعد الحرب
لما عقدت الهدنة سنة 1918 م انتدب عضواً في بعثة الصلح في باريس .

## مؤلفاته
كتب سلاطين كتابه المسمي السيف والنار في السودان سنة [[1895]، روى فيه قصة اسره لمدة عشر سنوات وكيفية هروبه، وحض في اخره الإنجليز إلى احتلال السودان حفاظا علي مصالح مصر واستباقا لأي قوى غربية اخري.
تمت ترجمة الكتاب من الألمانية إلى الإنجليزية ومنها إلى العربية.
ترجمه عبد الله الطيب الي العربية واخرون.

## وفاته
توفي سنة 1932 أثناء عملية لاستئصال السرطان في فيينا.

## روابط خارجية
- سلاطين باشا على موقع الموسوعة البريطانية (الإنجليزية)